# طغرای مشهدی

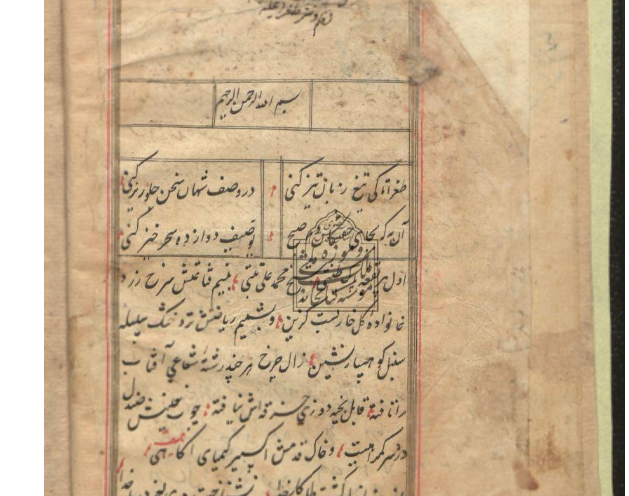
برگی از نسخهٔ خطی کلیّات طغرای مشهدی

طغرای مشهدی (درگذشته در سال ۱۰۷۸ ق) شاعر، نویسنده، سخن‌سرا و از مترسلان برجستهٔ سبک هندی است که در سدهٔ یازدهم هجری می‌زیسته‌است. طغرا در مشهد متولد گردید و در همان‌جا به تحصیل ادب پرداخت. طغرا در زمان سلطنت خاندان تیموری بر هند، به شبه‌قارهٔ هند مهاجرت کرد. طغرای مشهدی از آن دسته شاعرانی است که تقریباً گمنام مانده‌است. سی رسالهٔ منثور از جمله آثار اوست. این متون دارای نثری مصنوع و متکلّف‌اند و توصیف و مدح اصلی‌ترین موضوع آنهاست.

## زندگانی و احوال
از زندگانی و حال و احوال طغرای مشهدی اطلاعات زیادی در دست نیست. او در مشهد متولّد شد. تخلص اصلی او «طغرا» بود، اما در چند غزل، به‌دلیل رعایت وزن شعر، «شیفته» تخلّص کرده‌است. در اواخر دوران جهانگیر گورکانی (حک: ۱۰۱۴–۱۰۳۷ قمری) به هند رفت. پس از مدتی، به‌عنوان منشی شاهزاده مرادبخش بن شاه جهان (متوفی ۱۰۷۰ قمری) برگزیده شد و در کنار او به سیاحت در دکن و بخش‌های جنوبی هند پرداخت. مرادبخش در سال ۱۰۵۵ قمری به بلخ لشکر کشید و در سنهٔ ۱۰۵۷ قمری آن شهر را گشود. طغرا در این جنگ مرادبخش را همراهی می‌کرد و رسالهٔ مرآت الفتوح را دربارهٔ این واقعه نوشت. طغرا بیشتر وقت خود را صرف نویسندگی می‌کرد و شرکت در جنگ او را از نویسندگی بازمی‌داشت خود دربارهٔ این سال‌ها می‌گوید: 
«در حالتی که تیغ جان‌خراش را قلم‌تراش شمردی و به‌جای قلم واسطی، دست به نیزهٔ خطی بردی، دوات را از مقولهٔ کلاه‌خود پنداشتی و مداد را از جملهٔ سیاهی‌لشکر انگاشتی.» 
طغرا مدتی از عمر خود را در پنجاب هند گذارند و رسالهٔ الهامیه را در آن شهر نوشت. احتمال می‌رود در آگره و گجرات نیز بوده‌است. برای مدتی هم به ایران آمد و ازدواج کرد، اما پس از فوت همسرش، دوباره به هند بازگشت. در سال‌های پایانی عمر به تشویق میرزا ابوالقاسم قاضی‌زاده، حاکم کشمیر، به کشمیر رفت و در آنجا عزلت اختیار کرد. طغرا در همان شهر درگذشت و در کنار قبر کلیم کاشانی به‌خاک سپرده شد. وفات وی را پیش از سال ۱۰۷۸ قمری دانسته‌اند، اما آقا بزرگ تهرانی سال ۱۱۰۰ قمری را به‌عنوان تاریخ وفات وی ثبت کرده‌است.

## افکار و ویژگی‌های زبانی و ادبی
طغرا سخن‌وری شیعه‌مذهب است و در بسیاری از قصاید خود علی و دیگر ائمهٔ شیعه را مدح کرده‌است. او در تحمیدیه‌های آغاز رسائلش پس‌از حمد خدا و نعت پیامبر، به ذکر مناقب علی پرداخته‌است:
«صلوات انجم لمعات بر اعظم وکلا علی مرتضی که در کشور خلقت، تا از لشکر طبایع خبر نگیرد، مهم نتایج و آثار صورت نپذیرد.»

طغرا به تصوف اسلامی گرایش داشت و در آثارش از اصطلاحات و مفاهیم عرفانی بهره می‌برد. در رسالهٔ الهامیه، احوال و نظریات عرفانی خود را شرح داده و در این باب نوشته‌است: 
«الحاصل، گل‌های تجرّدِ صفت در پس و پیش دم‌سازند و مرغان نغمه‌سرای وحدت در چپ و راست هم‌آواز… از شعبه‌خیزی استغراق مقامی که به‌خاطر نمی‌رسد، چارگاه عنصری است، چه جای سه‌گاه موالید یا دوگاه نشئتین.» 
طغرا تندروی در تصوف و ادعای اتّحاد با خالق را ناروا می‌دانست و بانگ «انا الحق» را صوتی خارج از آهنگ دین می‌شمرد.

## نظریات وی دربارهٔ موسیقی
طغرا بسیار به موسیقی علاقه‌مند بوده و دراین‌باره گفته‌است:
«چون تنبور هر بند تنم به زیر و بم نغمه خود را متعلّق داشته و چون رباب هر عضو بدنم به پست و بلند زخمه خویش را مقید گذاشته.»
در رسالۀ وجدیه دربارهٔ اختراع موسیقی نوشته‌است:
«فیثاغورس حکیم به قانون ریاضت از صدای بربط چرخ، فنّ موسیقی را که شعبه‌ای است از اصول ریاضی به چنگ درآورده.»
به‌عقیدهٔ طغرا، وحی و الهام غیبی سرمنشأ موسیقی است. چنین افکاری نشان‌دهندهٔ گرایش او به اندیشه‌های اخوان‌الصفاست؛ او به وجود نوعی هارمونی در سراسر کائنات اعتقاد داشت و موسیقی زمینی را مأخوذ از موسیقی کیهانی می‌دانست.

طغرا به اهمیت سماع و تأثیر آن در دل سالک به خوبی آگاه بود:
«اگر گوشهٔ فقرم به گوشهٔ نغمه بدل می‌گردید، کار درویشی‌ام به عمل شیخ جام می‌رسید.» 
گرایش وی به سماع به‌حدی است که دوست دارد وسایل و لوازم صوفیانه را به آلات موسیقی بدل سازد: 
«پوست تخت قناعتم بزرگ است وگرنه به دوش دایره می‌اندازم، کشکول فقیری‌ام کوچک است والاّ کاسهٔ طنبوره می‌سازم.
خرقه‌ام را کدام سازنده غلاف قانون می‌تواند ساخت، کلاهم را کدام نوازنده تاردان بربط می‌تواند پرداخت.»
در رسالهٔ الهامیه طغرا نظرات متناقضی دربارهٔ موسیقی دارد و در آن از بی‌میلی به موسیقی و مخالفت با سماع سخن می‌گوید:
«فغانم فغان بلبل است، اما چون بلبل به نوا سری ندارم؛ گویندهٔ مقامات طریقت را به مقامات موسیقی چه کار است. صوفی هر چند به اصول ثقیل وجد نماید، خفیف به‌نظر درآید.»

## نظریات وی دربارهٔ شعر
طغرا برای بدیهه‌گویی اهمیت بسیاری قائل بود:

«کیفیت با صهبای کلامی است که بی تلاش فکر به ساغر نطق درآید، آنچه به‌سعی فکر دست دهد، نه طبع را شکفتگی بخشد و نه دماغ را تازگی.» به‌نظر او شعر خوب آن است که در حافظهٔ خوانندگان رسوب کند: 
«شعر آن است که بر صفحهٔ زبان‌ها بماند، نه در ورق دیوان‌ها.» 
شفیعی کدکنی، هم، همین نظریه را بیان کرد و با استفاده از این محک به نقد شعر روی آورد.

طغرا همواره از انتحال آثارش بیم‌ناک بوده‌است، چراکه می‌گوید: 
«گفتن سخن رنگین آسان است و خواندش از بیم دزدان مشکل.»
تنفّر وی از سرقت ادبی تا آنجا بود که در یکی از رقعات، خواهان شکنجه و اعدام سارقین ادبی شد.
صنایع ادبی که طغرا به‌طور گسترده‌ای از آنها استفاده کرده‌است عبارتند از: تشبیه بلیغ، استعارهٔ مکنیه و تشخیص، حس‌آمیزی، واج‌آرایی، توازی نحوی و سجع، اغراق و تلمیح.

## اشعار و آثار

### کلیات
کلّیات اشعار طغرا شامل موارد زیر است:
- ساقی‌نامه
- قصاید
- قطعات
- فردیات
- مثنوی سرودنامه
- ترکیب‌بند
- ترجیع‌بند
- مخمس
- غزلیات و رباعیات

واژگان هندی بسیار، لغات ناآشنای خراسانی و اصطلاحات موسیقی از برجسته‌ترین ویژگی‌های اشعار طغراست. بعضی از غزل‌های او مسجع است و در برخی از آن‌ها واژگانی به‌کار رفته که جنبهٔ شعری ندارد. گاهی از ردیف‌های دشوار بهره می‌برد، در ساختن ترکیب‌های نوین توانا بود و ترکیب‌سازی را «احداث لغت» می‌نامید. شاعری مضمون‌یاب بود و شیوهٔ بیانی مبهم و دشوار داشت. بیشتر اشعار طغرا عرفانی است، او در این باره می‌گوید: «دیوان این دیوانهٔ شاهدِ غیبی دفتری است از اسرار و حقایق لاریبی.»

### رسائل
طغرا بیش از سی رساله دارد که عبارتند از:
- آشوب‌نامه
- اشارتیه
- اعلامیه (مرآت العیوب)
- الهامیه
- نوار المشارق
- پری‌خانه
- تجلیات
- تذکرة الاحباء
- ثمرة طبی
- جلوسیه
- جوش بلبل
- چشمهٔ فیض
- خمسهٔ ضروریه
- خودکاشته
- ضیافت معنوی
- فردوسیه
- کنز المعانی
- گریهٔ قلم
- جمع الغرایب
- مرآت الفتوح
- مشابهات ربیعی
- معراج الفصاحت
- وجدیّه

## برخی از تک بیت‌ها[۸]
| «گر چشمِ دل خیال تو بیند مرا چه سود؟ |  | نتوان به دیدهٔ دگری دید خواب را» |

| «بوسه به پیغام داد و گشت پشیمان |  | همت او را ببین و طالع ما را!» |

| «بس که شد مرغ نگاهم بی گل رویت ضعیف |  | برنمی‌تابد ز سستی تهمت پرواز را» |

| «بی زر نمی‌توان یافت جا در حریم کعبه |  | در خانهٔ خدا هم، مفلس مکان ندارد» |

| «آن کس که ز دنیا برود حیف بر او نیست |  | حیف است بر آن کس که ز مُلک عدم آید» |

| «مجلس‌آرا کیست امشب کز هجوم دل‌خوشی |  | صورت دیوار لب‌ریز صدای خنده است» |

| «نتوان شمرد از خود، فرزند ناخلف را |  | در عالم حقیقت، یعقوب یک پسر داشت» |

| «من کم از شانه نی‌اَم در ره غیرت، ز چه رو |  | بهر جمعیتِ زلفِ تو پریشان نشوم؟» |